# Funisciurus
Funisciurus is een geslacht van zoogdieren uit de familie van de Sciuridae (Eekhoorns). De wetenschappelijke naam van het geslacht werd in 1880 gepubliceerd door Édouard Louis Trouessart.

## Soorten
Er worden 10 soorten in dit geslacht geplaatst:
- Funisciurus anerythrus (Thomas, 1890)
- Funisciurus bayonii (Bocage, 1890)
- Funisciurus carruthersi Thomas, 1906
- Funisciurus congicus (Kühl, 1820) – Kongo-eekhoorn
- Funisciurus duchaillui Sanborn, 1953
- Funisciurus isabella (Gray, 1862)
- Funisciurus lemniscatus (Le Conte, 1857) – West-Afrikaanse gestreepte eekhoorn
- Funisciurus leucogenys (Waterhouse, 1842)
- Funisciurus pyrropus (F. Cuvier, 1833)
- Funisciurus substriatus de Winton, 1899